# Abdul Haq al-Turkistani
Abdul Haq al-Turkistani, né le 10 octobre 1971, de son vrai nom Memetiming Memeti (de l'ouïghour Memtimin Memet), est un djihadiste chinois, originaire de la province de Xinjiang. Il est l'émir du Parti islamique du Turkestan et est activement recherché par le gouvernement chinois pour avoir planifié plusieurs attaques de son groupe sur le territoire, notamment à l'occasion des Jeux olympiques d'été de 2008 à Pékin.

## Biographie
Il naît le 10 octobre 1971 dans la province du Xinjiang, à l'ouest de la Chine.
Il devient le chef de file du Parti islamique du Turkestan en 2003, à la suite du décès de son précédent dirigeant, Hassan Mashum, tué au Pakistan, avant de figurer parmi le conseil exécutif (shura) de la direction centrale de la nébuleuse terroriste Al-Qaïda à partir de 2005. 
Son groupe est désigné comme une organisation terroriste en avril 2009 par le Trésor américain. En juin de la même année, il est envoyé avec Abou Yahya al-Libi, l'un des principaux idéologues et propagandistes d'Al-Qaïda, dans les zones tribales pakistanaises afin de rencontrer l'émir du Tehrik-e-Taliban Pakistan, Baitullah Mehsud, alors que le gouvernement d'Islamabad poursuit son offensive au Sud-Waziristan pour en expulser les talibans. 
Il est accusé par le gouvernement chinois et le Département du Trésor américain d'avoir proféré en janvier 2008 des menaces contre les organisateurs des Jeux olympiques d'été de 2008 à Pékin et d'avoir planifié des attaques contre de nombreuses villes à travers le pays.
Le 2 août 2009, Abdul Haq appelle à la perpétration d'attaques contre des ambassades chinoises à travers le monde dans une vidéo postée  sur Internet, en réaction à l'incarcération de nombreux militants ouïghours à la suite de violentes altercations entre la communauté et les Hans. Les heurts ayant suivi la manifestation du 5 juillet 2009, réprimée par les forces de l'ordre, ont entraîné la mort d'au moins 200 personnes.
Abdul Haq al-Turkistani est annoncé mort le 14 février 2010 au Nord-Waziristan, après l'attaque un drone américain. L'attaque était dirigée contre le village de Zor Babar Aidak, près de Mir Ali, suspecté d'abriter des combattants islamistes et connu pour être l'un des repaires d'Abou Khasha al-Iraqi, un important cadre d'Al-Qaïda. Abdul Shakoor al-Turkistani lui succède à la tête du Parti islamique du Turkestan. Cependant, Abdul Haq al-Turkistani réapparaît en juin 2016. Le Parti islamique du Turkestan affirme qu'il avait été non pas tué mais grièvement blessé dans le bombardement américain de 2010 et qu'il a repris la direction du groupe en 2014, après avoir récupéré de ses blessures,. En juin 2016, l'émir Abdul Haq al-Turkistani annonce dans une vidéo qu'il rejette le califat de l'État islamique, qu'il qualifie d'« illégitime », et condamne également ses anciens alliés du Mouvement islamique d'Ouzbékistan, ralliés à l'EI,.